# Spirorbis brasiliensis
Spirorbis brasiliensis är en ringmaskart som beskrevs av Grube 1871. Spirorbis brasiliensis ingår i släktet Spirorbis och familjen Serpulidae. Inga underarter finns listade i Catalogue of Life.